# Jerome Frink
Jerome Frink (Jersey City, Nueva Jersey, 1 de diciembre de 1993) es un exbaloncestista estadounidense. Con 2,01 metros de estatura, jugaba en la posición de ala-pívot.

## Trayectoria deportiva

### Universidad
Jugó dos temporadas con los Panthers de la Universidad Internacional de Florida, en las que promedió 9,3 puntos y 5,3 rebotes por partido. Fue transferido entonces a los Blackbirds de la Universidad de Long Island en Brooklyn, teniendo que pasar un año en blanco debido a la normativa de la NCAA. Jugó dos temporadas más, en las que promedió 16,7 puntos, 8,9 rebotes y 1,1 tapones, siendo incluido en ambas en el mejor quinteto de la Northeast Conference, y elegido Jugador del Año de la conferencia en 2017.

### Profesional
Tras no ser elegido en el Draft de la NBA de 2017, fue elegido por los South Bay Lakers en el puesto 39 del Draft de la NBA D-League, pero fue despedido antes del comienzo de la competición. El 15 de noviembre fue reclamado por los Windy City Bulls.